# 로버트 콘퀘스트

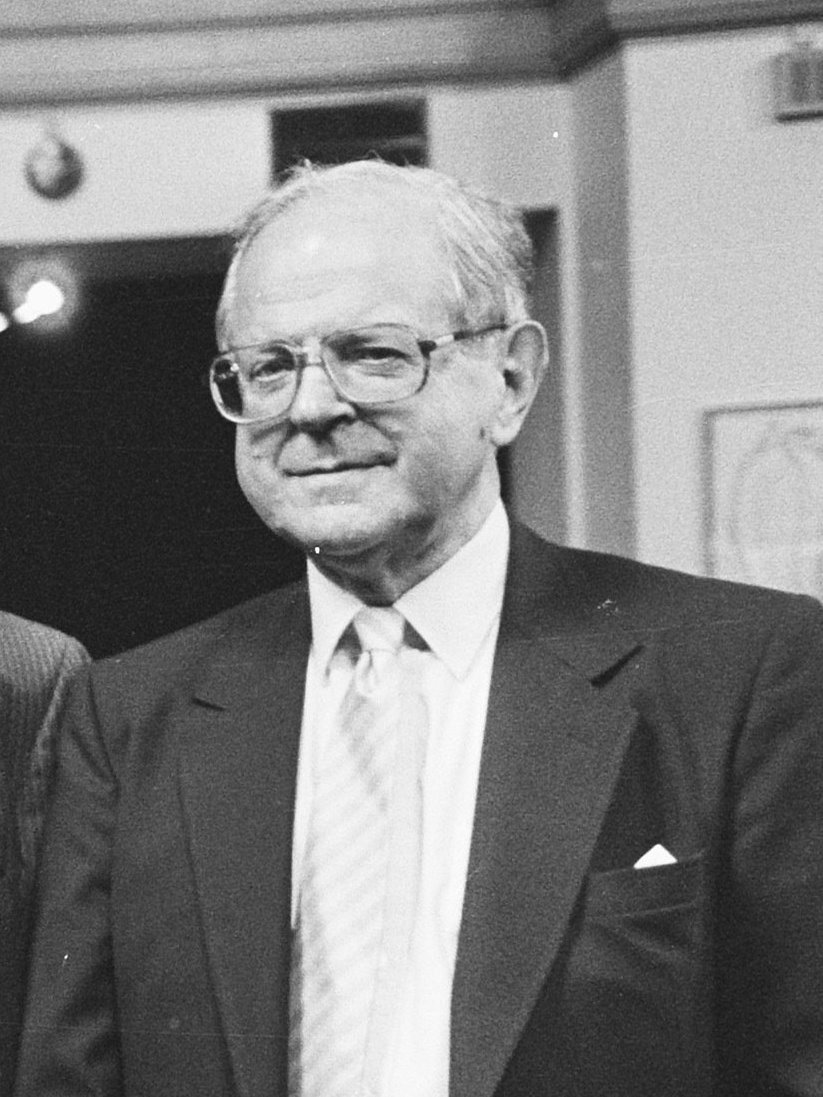
로버트 콘퀘스트 (1987)

조지 로버트 액워스 콘퀘스트(George Robert Acworth Conquest, 1917년 7월 15일 ~ 2015년 8월 3일)는 영국/미국의 역사학자이다. 전문은 영국 정부 당국의 반공 공작 활동에 종사한 경험도 있다.

## 내력
우스터셔 주에서 태어났다. 윈체스터 칼리지, 그르노블 대학교에서 각각 학사, 석사 과정을 수료하였다. 1937년부터 옥스퍼드 모들린 칼리지로 이동하였고, 이곳에서 영국 공산당에 입당했다. 학교에서 소련 역사학 박사 학위를 취득한다. 제2차 세계 대전이 열리고 육군에 입대해 1944년부터 1948년까지 연락 장교로 불가리아에서 있었다. 귀국 후 외무부 정보 조사부 (Information Research Department)에 근무하였다. 1956년에 이 조직을 은퇴한 후 프리랜서 역사학자로서 저술 활동에 들어간다. 2005년 미국 대통령 조지 W. 부시로부터 대통령 자유 훈장을 수여했다. 2015년 8월 3일 사망하였다.